# Ōtaki (Nagano)
Pour les articles homonymes, voir Ōtaki (homonymie).
Ōtaki (王滝村, Ōtaki-mura) est un village du district de Kiso, dans la préfecture de Nagano, au Japon.

## Géographie

### Situation
Ōtaki est situé dans l'ouest de la préfecture de Nagano, au pied du mont Ontake, au Japon. Près de 97 % du territoire sont recouverts de forêts. La partie habitée du village est située le long de la rivière Ōtaki, à une altitude comprise entre 920 et 940 mètres.

### Démographie
Au 1er septembre 2016, la population d'Ōtaki s'élevait à 815 habitants répartis sur une superficie de 310,82 km2.